# 津熊三郎
津熊三郎（つのくま/つくま　さぶろう、生没年不詳）は、南北朝時代の武将。

## 出自
氏姓家系大辞典（太田亮氏　編纂）によると、「河内の豪族にして、楠木氏に従いし忠臣に津熊三郎あり。」とあり、楠木正儀の家臣。
またその他に「その後、永禄二年交野郡五箇郷侍連名帳に「津田村津熊郎左衛門尉義秀、津熊源左衛門義安、藤坂村津熊玄蕃頭兼重、及び禰宜津熊中務敦弘」を挙げ、又寛永十七年三宮拝殿着座覚に「津田村津熊氏壹軒、藤坂村津熊氏壹軒」を載せたり。」とある。

## 事跡
津田町長村家系図によると、正平十五年冬十一月七日楠木正儀は津田城主の津田左衛門範高をはじめ、交野郡内の山下相模守、津熊三郎、笹田五郎等の三十九士、尊延寺海藏坊をはじめ同宿の三十九人、並びに津田寺、明尾寺、獅子窟寺の各衆徒を引率し京都を攻撃した。
なお、長村家の祖津田左衛門範高は楠木正成に従って軍功あり、その恩賞として交野郡津田郷を賜り、建武三年正月津田城を築いた。湊川合戦の前、一子正儀の養育を遺託されたので、正儀の幼児期は同城内に迎えて同居したと伝えられている。（旧枚方市史より引用）